# Brinklow

Brinklow es un pueblo dentro del distrito de Rugby en el condado de Warwickshire, Inglaterra. Está situado entre Rugby y Coventry, y tiene una población de 1.041 (en 2001).
Brinklow es un pueblo pintoresco con una iglesia del siglo XIII, una escuela primaria y varias tiendas y pubs. Brinklow fue fundado como un lugar de comercios durante la Edad Media y fue considerablemente más importe de lo que es hoy en día.
El canal Oxford fue construido junto al pueblo en la última década del siglo XVIII y por tanto retomó fuerza la actividad comercial.